# Thora Hammarsköld
Thorborg (Thora) Maria Hammarsköld, född 28 december 1813 i Sura församling, död 1 oktober 1901 i Uppsala, var en svensk översättare. Hon översatte från engelska och tyska till svenska.

## Biografi
Hammarsköld föddes 1813 i Sura. Hon var dotter till bruksägaren Wilhelm Hammarsköld och hans maka Margareta, född Södermark. Under 1870-talet översatte hon flera verk från tyska och engelska till svenska. Bland dessa verk märks Margaret Howitts Ett år hos Fredrika Bremer från 1867 och flera verk av William Hepworth Dixon.
Greta Hjelm-Milczyn behandlar Hammarskölds gärning som översättare och infogar henne i samma krets som Sophie Leijonhufvud, Catharina Ahlgren, Sophie Gyllenborg, Wendela Hebbe, Mathilda Langlet och Jeanette von Breda.

## Översättningar
- 1867: Ett år hos Fredrika Bremer, översatt från engelskan, verk av Margaret Howitt.[9]
- 1868: Vår tids Amerika, översatt från engelskan, verk av William Hepworth Dixon.[10]
- 1869-1871: Towerns minnen, översatt från engelskan, verk av William Hepworth Dixon[11]
- 1870: Fria Ryssland, översatt från engelskan, verk av William Hepworth Dixon.[12]
- 1871: Berättelser, översatt från engelskan, verk av William Hepworth Dixon.[13]
- 1872: Schweizarne, översatt från engelskan, verk av William Hepworth Dixon.[14]
- 1873: Folksagor från olika länder.[15]